# Pleven
Pleven (äldre namn: Plevna) är en stad i norra Bulgarien med omkring 115 000 invånare (2004), landets sjunde största stad. Den ligger centralt i norra Bulgarien och är ett viktigt administrativt, ekonomiskt, politiskt och kommunikationsmässigt centrum. Den ligger i en jordbruksregion och är en industristad. Dessutom är den en kulturell medelpunkt med högskola, vetenskapliga institut, teater, filharmoni och opera. Staden omges av låga kalkstensberg. Pleven ligger 170 kilometer från Bulgariens huvudstad Sofia, 320 kilometer från Svarta havets kust, 50 kilometer från floden Donau, 130 kilometer från Donaubron och omkring 70 kilometer från Balkanbergen.

## Historia

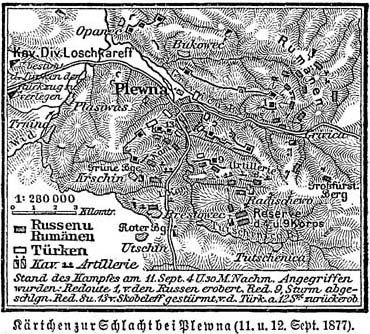
Karta över slaget 11 och 12 september 1877

Namnet Pleven dyker upp i ett historiskt dokument första gången 1266, då det var en fästning. Arkeologiska utgrävningar har visat att människor har bott i området i betydligt längre tid. Under första århundradet befäste romarna orten och kallade den Storgosia. Av slaverna fick den senare namnet Kamenec. Namnet Pleven kommer från 1200-talet. Under osmanerna var Pleven en stark fästning och garnisonsstad, som utvecklade sig till ett viktigt förvaltnings-, handels- och hantverkscentrum.
Staden var en viktig krigsskådeplats under det rysk-turkiska kriget (1877–1878) då den ryske tsaren Alexander II höll den för att kunna befria Bulgarien, då tre slag utspelade sig kring staden.
Det första slaget ägde rum 19-20 juli 1877, då en mindre rysk styrka under general Jurij Schilder-Schuldner anföll den av Osman Nuri pascha försvarade staden men slogs tillbaka. Det andra slaget ägde rum 30 juli, då Nikolaj Kridener med 32.000 man försökte besegra Osman paschas ungefär jämnstarka krafter men även nu utan framgång. Till det tredje anfallet samlade ryssarna omkring 100.000 man och 440 artilleripjäser och gick efter tre dagars artilleribeskjutning 11 september till storm dels mot Grivitsaredutterna i norr och dels med en mittelkolonn mot Radsjevo, dels med andra delar mot turkarnas högra flygel.
De osmanska försvararna förskansade sig i starka jordverk, förenade med löpgravar, och lyckades med en styrka som endast var en tredjedel av ryssarnas driva dem tillbaka. Ryssarnas föråldrade kolonntaktik och bristfälliga utnyttjande av artilleribeskjutningen var huvudsakliga orsaker till deras misslyckande. Å andra sidan var turkarna genom sin underlögsenhet bundna till defensiven, och ryssarna kunde efter slaget omringa staden, varigenom Plevens försvarare svältes ut och 10 december 1877 tvingades staden kapitulera.
Den förenade rysk/rumänska armén betalade dyrt för segern, men den beredde vägen för att Osmanska riket skulle förlora kriget och att Bulgarien skulle bli självständigt. 
För hundraårsfirandet av slagen vid Pleven bekostade staden bygget av ett stort panorama.

## Kända personer från Pleven
- Lucy Diakovska, pop- och musikal-sångerska
- Emil Dimitrov, sångare och kompositör
- Georgi Kirkov, poet
- Tereza Marinova, längdhoppare
- Svetlin Rusev, målare
- Slavi Trifonov, underhållare och sångare